# Saudação pascal

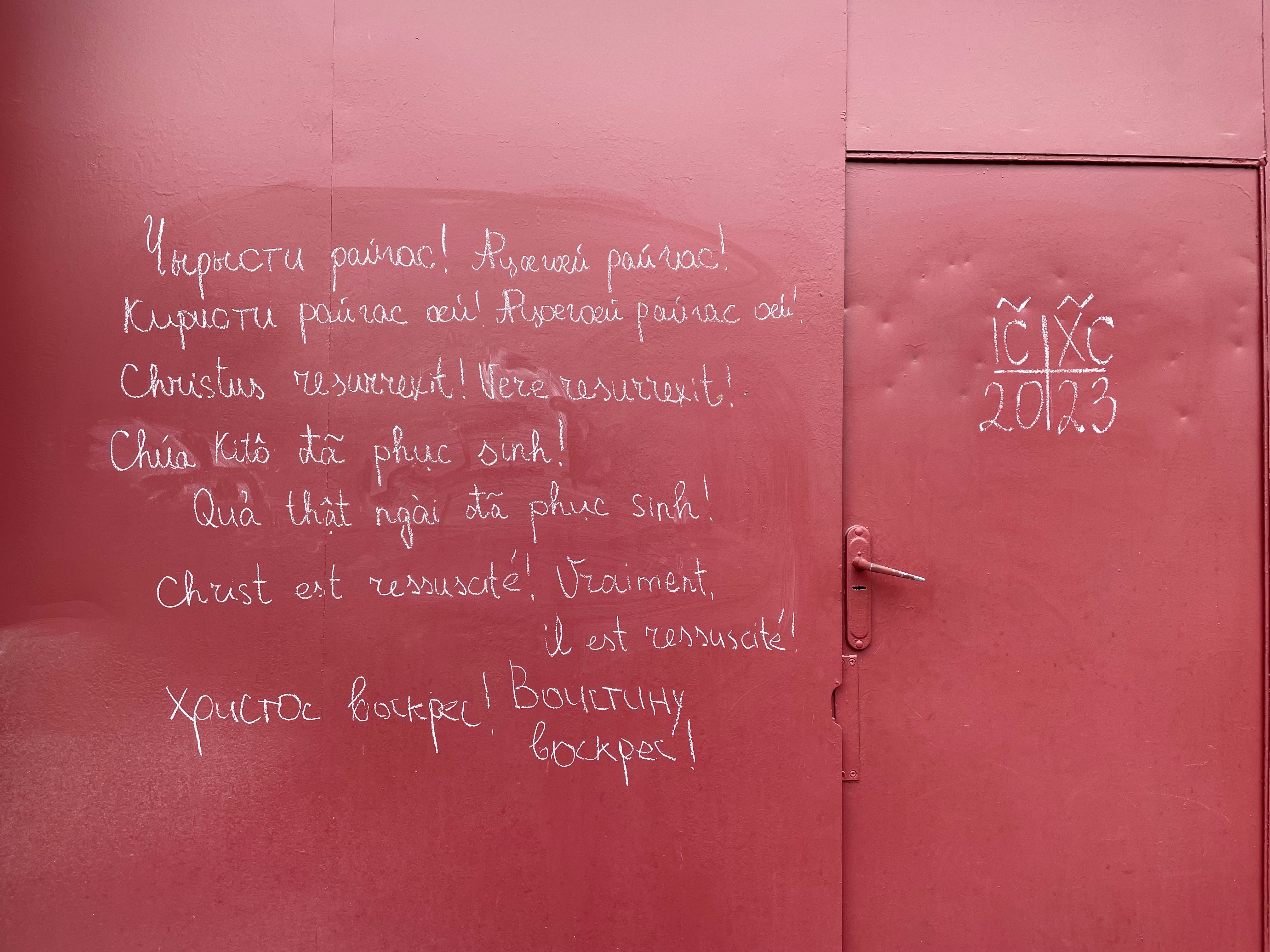
A inscrição "Cristo ressuscitou" em várias línguas (de cima para baixo): osseto (Iron e digorês), Latim, vietnamita, francês e russo. Vladikavkaz, Rússia

A saudação pascal é um costume da Páscoa existente na tradição das igrejas católicas orientais, tanto as ortodoxas como as católicas romanas de rito bizantino. A saudação consiste em dizer Cristo ressuscitou!, tendo como resposta Em verdade ressuscitou!.
Sua origem está na língua grega antiga: Χριστός ἀνέστη! Ἀληθῶς ἀνέστη! (Khristós anésti! Alithós anésti!)